# Megalastrum atrogriseum
Megalastrum atrogriseum är en träjonväxtart som först beskrevs av Carl Frederik Albert Christensen, och fick sitt nu gällande namn av Alan Reid Smith och R. C. Moran. Megalastrum atrogriseum ingår i släktet Megalastrum och familjen Dryopteridaceae. Inga underarter finns listade.